# Vetovo
Vetovo (în bulgară Ветово) este un oraș în Obștina Vetovo, Regiunea Ruse, Bulgaria.

## Demografie
Componența etnică a orașului Vetovo
     Turci (26,01%)
     Bulgari (28,05%)
     Romi (25,92%)
     Nicio identificare (13,24%)
     Altele (6,76%)
La recensământul din 2011, populația orașului Vetovo era de 4.417 locuitori. Nu există o etnie majoritară, locuitorii fiind bulgari (28,05%), turci (26,01%) și romi (25,92%). Pentru 13,24% din locuitori nu este cunoscută apartenența etnică.